# Kajmany na Mistrzostwach Świata w Lekkoatletyce 2017
Kajmany na Mistrzostwach Świata w Lekkoatletyce 2017 – reprezentacja Kajmanów podczas Mistrzostw Świata w Londynie liczyła 1 zawodnika, który nie zdobył medalu.

## Skład reprezentacji
| Zawodnik     | Konkurencja        | Eliminacje | Eliminacje | Półfinał | Półfinał | Finał | Finał   |
| Zawodnik     | Konkurencja        | Wynik      | Pozycja    | Wynik    | Pozycja  | Wynik | Pozycja |
| ------------ | ------------------ | ---------- | ---------- | -------- | -------- | ----- | ------- |
| Jamal Walton | Bieg na 400 metrów | 45,05 Q    | 10.        | 45,16    | 13.      | NQ    | NQ      |